# Crkva sv. Pavla u Pavlovčanima
Crkva sv. Pavla je crkva u naselju Pavlovčani koje je u sastavu grada Jastrebarsko, zaštićeno kulturno dobro.

## Opis dobra
Jedna od najstarijih sačuvanih zidanih crkava na području Jastrebarskog ima srednjovjekovno porijeklo, a obnavljana je u nekoliko navrata. Crkva je jednobrodna građevina s ravnim drvenim stropom, pridruženom niskom polukružnom apsidom svođenom polukupolom i zvonikom nad zapadnim pročeljem. Važno mjesto zauzima oltar postavljen 1643. godine s obzirom na to da je najstariji sačuvan na području Jastrebarskog.

## Zaštita
Pod oznakom Z-1882 zavedena je kao nepokretno kulturno dobro - pojedinačno, pravna statusa zaštićena kulturnog dobra, klasificirano kao "sakralna graditeljska baština".